# 12084 Unno
12084 Unno (1998 FL125) là một tiểu hành tinh vành đai chính được phát hiện ngày 22 tháng 3 năm 1998 bởi T. Seki ở Geisei.